# Матійово
Матійово (угор. Mátyfalva) — село у Вилоцькій селищній громаді Берегівського району Закарпатської області України.
До 1995 року називалось Матієве.

## Герб
У червоному щиті золота шестикутна зірка, що супроводжується з обох боків двома срібними протиставленими лемешами плуга.

## Історія
Перша письмова згадка у 1326 році як Magfolua. Згідно усних переказів, на берегах Тиси справедливий король Угорщини Матяш часто полював. На місці сучасного Матієва у нього була мисливська хатина, де він ночував, З часом, навколо неї виросло село, яке на угорській мові назвали Матьфолво на честь короля.
У 1717 році, під час татарської навали, у селі полонили 36 шляхтичів та 105 селян, з них не повернулися з неволі 10 немешів та 38 селян.
Храм Покрови пр. богородиці. 1937.
Стару греко-католицьку церкву збудовано вірниками в 1710 році, коли церква була філією Нового Села. ЇЇ згадано в єпископській візитації в 1751 році як церкву Покрови Святої Богородиці, маленьку, бідну, криту соломою, з трьома образами, а також одним дзвоном, двома дерев'яними та двома скляними підсвічниками.
Нову дерев'яну церкву почали будувати в 1771 році, але в 1775 році церква ще не була готова (а в 1797 році греко-католики користувалися каплицею латинського обряду). Ця церква простояла в селі аж до зведення типової мурованої базиліки в 1937 році, яку збудував будівельник із Вилока Йосип Гейці. Стару церкву було обмуровано, а потім розібрано і винесено із новозбудованої. Тоді ж розібрано і дерев'яну дзвіницю.
У 1949 році церкву було перетворено на склад. Храм зняли з реєстрації в листопаді 1959 року. Всі речі з церкви забрали і вони пропали. У 1991 році храм повернено греко-католикам. Було встановлено новий іконостас з новими іконами, стіни прикрасили новим малюванням. Зі старої дерев'яної церкви збереглося 4 настінні образи. Зараз у церкві служить о. Роланд Певсе. Зі старої дерев'яної церкви збереглися чотири намісні образи.
Напис на образі св. Миколая повідомляє, що «Сій 4 Иконы даровали во Славу Божію обыватєліє Варицкіи 1898». На образі Покрови написано: «Года 1898. Априля 6го писалъ Александер Иванчовъ | П. Півецъ и Учитель».
Була в Матієві і реформатська громада, яка спочатку мала дерев'яну церкву, що згоріла. Теперішня церква збудована у 1896 році, але із незакінченою вежею. Шпиль церкви добудували у 1935 році. До 1975 року навколо церкви була дерев'яна огорожа, тоді побудували залізний паркан із бетонним фундаментом.
В церкві є шестиреєстрова гармонія і електроорган, хлібниця з 1818 року, а посудина для хрещення — з 1937 року. Зараз у церкві служить пастором Гаврило Гомокі.
Старожили села згадують, що в Матієві була і римо-католицька церква св. короля Іштвана. На жаль, не вдалося точно встановити дату, коли вона згоріла. Фактично, від пожежі постраждала покрівля, внутрішнє облаштування. Вона так стояла довгий час через відсутність коштів для відновлення. В радянські часи, під час колективізації, виникла потреба в будівництві колективних хлівів і ферм. Тоді церкву розібрали на будматеріали, бо тодішні оптимізатори логістики мали великий виграш у транспортних витратах і прискоренні будівництва, оскільки бутовий камінь возили з кар'єру на Чорній горі, в основному возами.
В чехословацькі часи відкрили в селі горожанську шестикласну школу з шістьма вчителями. Згідно з переписом населення, в 1921 році в селі було 98 будинків, у яких проживало 532 жителі, у тому числі 250 чоловіків та 282 жінки. За національностю 69 русинів, 382 угорці та 81 єврей. За віросповіданням 292 римо-католики, 475 греко-католиків, 2 протестанти, 92 юдеї, 101 євангеліст. 
Навколо села були хутори: Фозекоша, Фегера, Сівовша, Якуба.

## Населення
Згідно з переписом УРСР 1989 року чисельність наявного населення села становила 1046 осіб, з яких 511 чоловіків та 535 жінок.
За переписом населення України 2001 року в селі мешкало 1069 осіб.

### Мова
Розподіл населення за рідною мовою за даними перепису 2001 року:
| Мова       | Відсоток |
| ---------- | -------- |
| угорська   | 66,54 %  |
| українська | 33,36 %  |
| російська  | 0,09 %   |

## Уродженці
- Імре Сийкей— піаніст, композитор, музичний педагог, народився 8 травня 1823 року в селі. На початку 1840-х років працював учителем музики в родині аристократів Телекі в Дьомре. У 1845 році дебютував, як композитор на концерті в Національному театрі в Будапешті. У 1846 році він відправився з гастролями в Трансільванію, потім відправився за кордон. Концертував неодноразово з великим успіхом в Лондоні (де кжив тривалий час), Парижі, Гамбурзі та ін. У 1852 році оселився остаточно в Пешті, де користувався великою популярністю в якості музичного вчителя. З 1879 року до своєї смерті він був піаністом Національного театру. Видав багато симфоній, камерної музики, фортепіанних творів (концерти, фантазії, ансамблі), а також оркестрові твори та ансамблі для струнних інструментів і ін.
- Турченко Вадим Олександрович (1969—2015) — старший прапорщик Збройних сил України, учасник російсько-української війни 2014—2017[6].

## Туристичні місця
- Храм Покрови пр. богородиці. 1937.
- канали